# Ексіра (Айова)
Ексіра (англ. Exira) — місто (англ. city) в США, в окрузі Одюбон штату Айова. Населення — 787 осіб (2020).

## Географія
Ексіра розташована за координатами 41°35′31″ пн. ш. 94°52′52″ зх. д. / 41.59194° пн. ш. 94.88111° зх. д. (41.591976, -94.881086).  За даними Бюро перепису населення США в 2010 році місто мало площу 2,63 км², уся площа — суходіл.

## Демографія
Згідно з переписом 2010 року, у місті мешкало 840 осіб у 381 домогосподарстві у складі 217 родин. Густота населення становила 319 осіб/км².  Було 422 помешкання (160/км²).
Расовий склад населення:
| - 98,6 % — білих - 0,4 % — азіатів - 0,2 % — чорних або афроамериканців - 0,1 % — корінних американців |

До двох чи більше рас належало 0,7 %. Частка іспаномовних становила 1,4 % від усіх жителів.
За віковим діапазоном населення розподілялося таким чином: 16,4 % — особи молодші 18 років, 54,3 % — особи у віці 18—64 років, 29,3 % — особи у віці 65 років та старші. Медіана віку мешканця становила 49,7 року. На 100 осіб жіночої статі у місті припадало 75,7 чоловіків;  на 100 жінок у віці від 18 років та старших — 75,1 чоловіків також старших 18 років.
Середній дохід на одне домашнє господарство  становив 44 384 долари США (медіана — 36 442), а середній дохід на одну сім'ю — 53 409 доларів (медіана — 44 625). Медіана доходів становила 40 476 доларів для чоловіків та 26 953 долари для жінок. За межею бідності перебувало 16,5 % осіб, у тому числі 32,2 % дітей у віці до 18 років та 14,1 % осіб у віці 65 років та старших.
Цивільне працевлаштоване населення становило 430 осіб. Основні галузі зайнятості: освіта, охорона здоров'я та соціальна допомога — 29,8 %, виробництво — 12,1 %, будівництво — 10,9 %, роздрібна торгівля — 10,5 %.